# Punta Calderón
Punta Calderón (spanisch) ist eine Landspitze an der Danco-Küste des Grahamlands auf der Antarktischen Halbinsel. An der Nordseite der Basis der Arctowski-Halbinsel bildet sie nordöstlich des Sophie-Kliffs die östliche Begrenzung der Piccard Cove.
Argentinische Wissenschaftler benannten sie. Der weitere Benennungshintergrund ist nicht überliefert.